# 岸文笑
岸 文笑（きし ぶんしょう、宝暦4年（1754年） - 寛政8年4月12日（1796年5月18日））は、江戸時代の浮世絵師、狂歌師。

## 経歴
一筆斎文調の門人。姓は岸、名は誠之。俗称は宇右衛門。狂歌名は桑楊庵、頭光（つぶりのひかる、又はつむりのひかる）、二世巴人亭など。父は豊岡侯に仕えていた。文笑は日本橋亀井町の町代であった。若い時（明和期）に、一筆斎文調の門に入り、黄表紙の挿絵を描いて、名を現し、天明期まで作画をした。中年の頃から狂歌を詠み、後に、大田南畝の門人になり、狂歌師となり、伯楽連を主宰した。酒を好み、頭が早く禿げたために、頭光と称しており、天明狂歌四天王の一人として著名であった。天明寛政にかけて『狂歌桑の弓』（一名『伯楽春帖』）などといった狂歌集に撰者としてその名を連ねた。文笑の没後、伯楽連は窪俊満によって主宰される。なお、巴人亭の号は、南畝より受け、四方側の判者となり、名声高く、門人は大勢いた。
「ほとゝぎす自由自在に聞く里は酒屋へ三里　豆腐屋へ二里」の句は、良く知られている。代表作として、天明7年（1787年）編著『狂歌才蔵集』、天明9年（1789年）刊行の『絵本譬喩節』（えほんたとえのふし）、寛政4年（1792年）刊行の『圃老巷説 菟道園』（ほろうこうせつ うじのその）（早稲田大学図書館所蔵）などが挙げられる。また、同じく寛政4年（1792年）に、『狂歌桑之弓』、『狂歌太郎殿犬百首』を編集している。狂歌の門人に浅草干則（二世桑楊庵）、浅草庵市人（巴人亭を継ぐ）がいた。
享年43。墓所は文京区駒込の瑞泰寺にある。瑞泰寺には窪俊満7回忌追善の墓碑がある。法名は恕真斎徳誉素光居士。
宝暦年間の紅摺艶本に「岸文笑画」と落款するものありとするが、別人と考えられる。

## 作品
- 『往古模様亀山染』　黄表紙　明和7年
- 『狂歌評判俳優風』　狂歌本　唐衣橘洲、朱楽菅江、四方赤良評　天明5年跋
- 「市川海老蔵と市川八百蔵」　紙本着色 　双幅